# Папоротчук рудий
Папоротчук рудий (Aethomyias nigrorufus) — вид горобцеподібних птахів родини шиподзьобових (Acanthizidae). Ендемік Нової Гвінеї. Мешкає в гірських тропічних лісах Центрального хребта на висоті 1220–2500 м над рівнем моря.
Довгий час рудого папоротчука відносили до роду Папоротчук (Crateroscelis), однак за результатами молекулярно-філогенетичного дослідження 2018 року він був віднесений до відновленого роду Aethomyias